# Агришу Маре (Арад)
Агришу Маре (рум. Agrișu Mare) насеље је у Румунији у округу Арад у општини Тарнова. Oпштина се налази на надморској висини од 158 m.

## Становништво
Према подацима из 2002. године у насељу је живело 1114 становника.

### Попис2002.
| Расподела становништва по националности 2002.‍ | Расподела становништва по националности 2002.‍ | Расподела становништва по националности 2002.‍ | Расподела становништва по националности 2002.‍ | Расподела становништва по националности 2002.‍ |
| --------------------------------------------- | --------------------------------------------- | --------------------------------------------- | --------------------------------------------- | --------------------------------------------- |
|                                               |                                               |                                               |                                               |                                               |
| Румуни                                        | Румуни                                        |                                               | 1.092                                         | 98,3%                                         |
| Мађари                                        | Мађари                                        |                                               | 6                                             | 0,5%                                          |
| Роми                                          | Роми                                          |                                               | 13                                            | 1,2%                                          |